# Пионеры-герои (фильм)
«Пионе́ры-геро́и» — российский драматический фильм режиссёра и сценариста Натальи Кудряшовой. Мировая премьера состоялась 6 февраля 2015 года на 65-м Берлинском кинофестивале. Номинировался на Гран-при кинофестиваля «Кинотавр», где награждён призом гильдии киноведов и кинокритиков.

## Краткий сюжет
Фильм рассказывает о трёх друзьях, которые, переживая проблемы, вспоминают своё счастливое детство.

## В ролях
| Актёр                         | Роль              |
| ----------------------------- | ----------------- |
| Наталья Кудряшова             | Ольга Красько     |
| Дарья Мороз                   | Катя Елисеева     |
| Алексей Митин                 | Андрей Сергеев    |
| Александр Усердин             | психоаналитик     |
| Сирафима Выборнова            | Оля в детстве     |
| Светлана Письмиченко          | бомжиха           |
| Ёла Санько                    | учительница пения |
| Юрий Кузнецов                 | дедушка Кати      |
| Александр Обласов             | майор             |
| Светлана Смирнова-Марцинкевич | девушка Сергеева  |
| Александр Яцко                | Миша              |
| Владимир Капустин             | водитель «Волги»  |
| Артём Быстров                 | работник офиса    |

## Саундтрек
- «Кино» — «Кончится лето»
- «Чёрный Лукич» — «Мы идём в тишине»